# Jitka Neradová
Jitka Neradová (* 1969 Benešov, Československo) je česká spisovatelka a pedagožka, autorka knihy Doskočiště protektorát z roku 2016.

## Životopis
Narodila se v roce 1969 v Benešově a do základní školy chodila v Neveklově. V roce 1992 absolvovala Pedagogickou fakultu Jihočeské univerzity v Českých Budějovicích, v oboru dějepis a ruský jazyk. V roce 2021 pracovala jako pedagožka na Gymnáziu Thomase Manna.
V roce 2007 byla vydána její prvotina s názvem Osud spjatý s hudbou – Jan Heřman. Od té doby napsala dalších pět knih. Patří mezi ně například Doskočiště protektorát z roku 2016, které se zaměřuje na osudy československých parašutistů a osob s nimi spojených, a audiokniha Ukradené dětství, již namluvila herečka Dana Černá. Byla vydána v květnu 2020 a pojednává o životě svatobořických dětí.
Od roku 2024 vyučuje na Gymnáziu Litoměřická.

### Pořady
Jitka Neradová se zúčastnila dvou soutěžních pořadů. V roce 2013 se objevila v Taxíku a roku 2017 v Kde domov můj?.